# Teknikens Värld
Teknikens Värld (dansk: "Teknikkens verden") er et i 1948 grundlagt biltidsskrift, som hører til de oplagsstærkeste svenske tidsskrifter i dette segment. Det udgives af Bonnier Tidskrifter, som er et datterselskab af Bonnier-koncernen, og udkommer hver anden uge.

## Historie
Tidsskriftet blev grundlagt i 1948 og beskæftigede sig med temaer såsom biler, motorsport, flyvemaskiner og raketter. Senere begyndte man udelukkende at koncentrere sig om biler og reportager fra motorsporten, især Formel 1 hvor Ronnie Peterson havde succes i 1970'erne. I 1996 publicerede TV billeder af den nye Saab 9000 (realiseret i 1997 som Saab 9-5), som var fotograferet i et lagerlokale i Stockholm-Arlanda Airport. Moderselskabet General Motors svarede igen med et erstatningssøgsmål; tidsskriftet blev dog frifundet under anklage for industrispionage.
I 1997 lavede den daværende stedfortrædende chefredaktør af Teknikens Värld, Robert Collin, en såkaldt elgtest af den nye Mercedes-Benz A-klasse i nærheden af Stockholm. Bilen væltede, hvilket fik Mercedes-Benz til at udstyre den med det dengang kun i luksusbiler benyttede ESP-system. Dette gjorde systemet kendt, hvorefter det fandt vej til flere og flere biler.

### Teknikens Värld på tv
I årene 1995 til 1997 lavede Teknikens Värld et tv-program med samme navn som tidsskriftet, som blev sendt på Kanal 5 og med Mikael Vilkas og Anette Svensson som værter. Dette program var forgænger for Motorjournalen. I efteråret 2008 lavede Teknikens Värld et nyt tv-program "Teknikens Värld - Allt Om Bilen", som handlede om biler og blev sendt på TV8. I foråret 2009 udkom anden sæson af tv-programmet med samme navn, og i efteråret 2009 tog en ny sæson plads på TV8 med den forskel, at sendetiden nu er en time mod før en halv time. Bladets egen redaktion er værter på dette program.

### Teknikens Värld på internet
Teknikens Värld er med sin officielle hjemmeside, som gik i luften i 2002, i løbet af 2008 og 2009 blevet større og en Sveriges største bilhjemmesider med over 100.000 unikke besøgere pr. uge. Teknikens Världs hjemmeside opdateres dagligt med bil- og motorsportsnyheder samt prøvekørsler og tests.

## Oplagsstatistik
Oplagstallet for Teknikens Värld er faldet i årenes løb, fra 59.100 eksemplarer i år 2002 til 40.200 i år 2011.
| År   | Oplag  | Rækkevidde |
| ---- | ------ | ---------- |
| 2002 | 59.100 | 342.000    |
| 2003 | 56.700 | 320.000    |
| 2004 | 57.700 | 323.000    |
| 2005 | 55.700 | 316.000    |
| 2006 | 54.700 | 307.000    |
| 2007 | 56.800 | 311.000    |
| 2008 | 48.100 | 300.000    |
| 2009 | 43.800 | 277.000    |
| 2010 | 43.400 | 264.000    |
| 2011 | 40.200 | 257.000    |

## Andre udgivelser
Ud over selve tidsskriftet Teknikens Värld er også udgaverne Alla Biler, Stora Begbilbokan, Klassiska Bilar och Alla Båtar blevet lavet. Alla Båtar udgives ikke længere og Stora Begbilbokan hed tidligere Stora Begbokan men skiftede navn i 2008, da Bilprovningen begyndte at deltage i udgivelsen, men samarbejdet ophørte igen allerede efter to udgaver. Denne udgivelse afløste den tidligere Bilar - starka sidor & svaga punkter som Bilprovningen udgav i samarbejde med Konsumentverket i årene 1992 til 2006, som igen efterfulgte Bilens svaga punkter udgivet af Bilprovningen mellem 1966 og 1991.